# Campeonato europeo B de waterpolo
El Campeonato Europeo B de Waterpolo es una competición de waterpolo que se celebra entre selecciones europeas de menor nivel. El objetivo es que selecciones que no se han clasificado para el campeonatos europeos de waterpolo puedan competir y promocionar el waterpolo al participar en una competición europea oficial. Está organizado por la LEN.

## Torneo masculino

### Ediciones
| N.º | Año  | Sede                      | Oro        | Plata    | Bronce       |
| --- | ---- | ------------------------- | ---------- | -------- | ------------ |
| III | 2009 | Lugano · ( Suiza)         | Turquía    | Francia  | Países Bajos |
| II  | 2007 | Mánchester ( Reino Unido) | Montenegro | Francia  | Bielorrusia  |
| I   | 2004 | Estambul ( Turquía)       | Francia    | Moldavia | Bielorrusia  |

### Medallero histórico
- Hasta el Campeonato Europeo de Waterpolo masculino de 2009:

| Núm. | País         | Oro | Plata | Bronce | Total |
| ---- | ------------ | --- | ----- | ------ | ----- |
| 1    | Francia      | 1   | 2     | 0      | 3     |
| 2    | Turquía      | 1   | 0     | 0      | 1     |
| 3    | Montenegro   | 1   | 0     | 0      | 1     |
| 4    | Moldavia     | 0   | 1     | 0      | 1     |
| 5    | Bielorrusia  | 0   | 0     | 2      | 2     |
| 6    | Países Bajos | 0   | 0     | 1      | 1     |

## Torneo femenino

### Ediciones
| N.º | Año  | Sede                       | Oro         | Plata           | Bronce  |
| --- | ---- | -------------------------- | ----------- | --------------- | ------- |
| III | 2009 | Mánchester ( Reino Unido)  | Reino Unido | República Checa | Ucrania |
| II  | 2007 | Praga · ( República Checa) | Francia     | Reino Unido     | Ucrania |
| I   | 2004 | Nancy ( Francia)           | Francia     | República Checa | Ucrania |

### Medallero histórico
- Hasta el Campeonato Europeo de Waterpolo masculino de 2009:

| Núm. | País            | Oro | Plata | Bronce | Total |
| ---- | --------------- | --- | ----- | ------ | ----- |
| 1    | Francia         | 2   | 0     | 0      | 2     |
| 2    | Reino Unido     | 1   | 1     | 0      | 2     |
| 3    | República Checa | 0   | 2     | 0      | 2     |
| 4    | Ucrania         | 0   | 0     | 3      | 3     |